# Лекції з голокосту
Лекції з голокосту. Спірні питання під перехресним допитом - видана у 1993 р. німецькою мовою книга, написана дипломованим німецьким хіміком, лектором, письменником та видавецем Гермаром Рудольфом.  Книга, в який автор знайомить з аргументами і контраргументи ревізіонізму Голокосту, написана у формі діалогу між Рудольфом, як лектором, і його аудиторією. Аудиторія реагує на тези лектора різними питаннями та різними коментарями: позитивними, скептичними, ворожими.
Через цю книгу в Німеччині Гермар Рудольф піддавався судовому переслідуванню - відповідно до вироку суду "Лекції про Голокост" повинні були конфісковані і знищені, тобто: спалені на сміттєспалювальному заводі під наглядом поліції. У серпні 2004 року районний суд Мангейму арештував банківський рахунок у спробі конфіскувати 55% ділового обороту Рудольфа з період 2001-2004 років (близько € 214 000, однак в той час на його рахунку містилося близько € 5000). Після апеляції, штраф в €214000 було скорочено до €21.000 - загальний оборот від продажу книги на території Німеччини.

## Список лекцій
Лекція перша. Спожива для роздумів
1.1. Ненавмисна помилка?
1.2. Що таке голокост?
1.3. Коли нам стало відомо про Голокост?
1,4. Військова пропаганда: вчора і сьогодні
1,5. Чи має значення число жертв?
1,6. Чи справді не вистачає шести мільйонів?
1,7. Особи, які пережили холокост
1,8. Постійних істин не буває
1,9. Додаток

Лекція друга. Публічні дискусії

Лекція третя. Речові і документальні докази

Лекція четверта. Показання свідків та визнання

Лекція п'ята. Про науку і свободу

Подяки 

Список літератури

## Видання
- Оригінальне німецьке видання: Vorlesungen über den Holocaust. Strittige Fragen im Kreuzverhör Hastings (East Sussex): Castle Hill Publishers, February 2005 ISBN 1-902619-07-2

- Перше видання англійською мовою: HOLOCAUST Handbook Series, vol. 15: Germar Rudolf: Lectures on the Holocaust.Controversial issues Cross Examined. / Translated by Regina Belser, James Damon, Henry Gardner, Carlos Porter, and Fredrick Toben. Chicago (Illinois): Theses & Dissertations Press, Imprint of Castle Hill Publishers, 2005 ISBN 0-59148-001-9 ISSN 1529-7748

## Придбання
Книга доступна у багатьох американських інтернет-магазинах, також безкоштовно пропонується для завантаження повний текст 13,4 Мб в форматі PDF [Архівовано 22 липня 2010 у Wayback Machine.].
Російською мовою в форматі pdf розміром 13.3 Mb книга безкоштовно доступна на сайті перекладача Пітера Хедрука Лекции по холокосту. Формат: pdf.